# Andrea Chiesa
Andrea Chiesa (Milão, 6 de maio de 1964) é um ex-automobilista de Fórmula 1 ítalo-suíço. Ele participou de 10 corridas em 1992, pela equipe Fondmetal.
Chiesa começou a carreira em 1980, no kart, e passou para o automobilismo profissional em 1985, competindo na Fórmula 3 italiana e na Fórmula 3000. Em 1992, ele chegou à F-1, pela Fondmetal. No entanto, ele se classificou para apenas três Grandes Prêmios, e não marcou nenhum ponto, e o time, cansado das atuações de Chiesa, substituiu-o pelo belga Eric van de Poele. Em 1993 correu na CART.
Chiesa continua ativo e pilota carros da classe GT. Em 2007, ele correu em um Spyker C8 GT2 na Le Mans Series, mas não teve nem um pouco de sucesso.